# Jaume Curell i Sampera
Jaume Curell i Sampera (el Masnou, Maresme, ? - el Masnou, Maresme, juliol de 1927) fou un metge i polític català.
Estudià medicina i cirurgia a la Facultat de Medicina de la Universitat de Madrid, on aconseguí el grau de doctor l'any 1899 amb la tesi doctoral Estudio clínico del segundo ruido del corazón. La tesi es publicà l'any 1900 a Barcelona per la impremta Vidal Hermanos.
Fou metge municipal del Masnou. L'any 1919 l'Ajuntament del Masnou feu un homenatge als dos metges de la vila, ell i Josep Botey Puig, per llurs serveis professionals durant l'epidèmia de grip de 1918.
Es presentà a les eleccions municipals del 5 de febrer de 1922 al municipi del Masnou amb el partit de la Lliga Regionalista. Guanyà i fou elegit alcalde del Masnou l'abril de 1922. Fou alcalde fins a octubre de 1923, quan la Dictadura de Primo de Rivera ordenà dissoldre els ajuntaments constituïts a les darreres eleccions de 1922.
El novembre de 1934, l'Ajuntament del Masnou decidí posar el seu nom al carrer on havia nascut i tingut consulta, que s'havia anomenat carrer de la Ginesta fins a l'any 1931 i carrer d'Ignasi Iglésias de 1931 a 1934. Durant la Festa Major de 1935 se li feu un homenatge i es posà la placa amb el nom del carrer (carrer del Doctor Jaume Curell). L'acte estigué presidit per Rossend Pich i Pon, en representació del seu germà Joan Pich i Pon, governador general de Catalunya.